# Associação Italiana de Treinadores de Futebol
A Associação Italiana de Treinadores de Futebol (do italiano: Associazione Italiana Allenatori Calcio; abreviada como AIAC) é uma organização esportiva reconhecida pela Federação Italiana de Futebol (FIGC) que protege os interesses esportivos, profissionais, morais e econômicos dos treinadores de futebol na Itália.
A AIAC foi fundada em 1966 e está sediada na Via Gabriele D'Annunzio 138, 50135 – Florença, em uma das dependências do Centro Técnico Federal da Federação Italiana de Futebol de Coverciano.

## História
A Associação Italiana de Treinadores de Futebol nasceu na cidade de Roma no dia 19 de setembro de 1966 e sua constituição foi promovida pelo advogado Ernesto Corigliano; depois de alguns anos, a sede foi transferida para Gênova; e em 1972, graças à iniciativa do então presidente da AIAC, o Dr. Fulvio Bernardini, a entidade mudou-se novamente, agora em definitivo, para as instalações do Centro Técnico Federal de Coverciano, em Florença.

## Interesses
A AIAC em busca dos seus objetivos e na ânsia da afirmação do seu papel fundamental na organização do futebol italiano, tutela os interesses:
- esportistas
- profissionais
- morais
- econômicos

de treinadores de futebol, além da promoção de iniciativas úteis para a categoria e desenvolvimento do futebol.

## Componentes
De acordo com o art. 6 do estatuto da AIAC, os treinadores associados a entidade são divididos em dois componentes:
- treinadores profissionais (treinadores associados que o setor técnico da FIGC qualifica para a gestão das primeiras equipes profissionais);
- treinadores amadores (todos os outros treinadores qualificados pelo setor técnico da FIGC são considerados amadores).[1]

## Órgãos
Conforme o art. 7 do estatuto da AIAC, são órgãos da entidade:
- a Assembleia Geral;
- o Presidente;
- os Vice-presidentes;
- o Conselho de Administração;
- o Conselho Fiscal;
- o Conselho de Garantia;
- o Conselho de Árbitros.[1]

### Organograma atual
De acordo com o site oficial da entidade na internet, o organograma atual da entidade é:
- Presidente: Renzo Ulivieri;
- Vice-presidentes: Biagio Savarese (componente profissional) e Luca Perdomi (componente amador);
- Diretor-Geral: Giuliano Ragonesi;
- Secretário-Geral: Daniela Pepi
- Conselheiros: Massimiliano Allegri, Giancarlo Camolese, Luigi Castiello, Francesco D'Arrigo, Walter Nicoletti, Daniele Serappo (componente profissional); Massimiliano Barisoni, Roberto Bellomo, Stefano Benedetti, Fabio Ferrarese, Mauro Pollini, Paolo Sodi (componente amador); Milena Bertolini (futebol feminino); Roberto Menichelli (futebol de salão);
- Conselho Fiscal: Mario Frizzera, Roberto Mingucci, Maurizio Tancredi;
- Conselho de Garantia: Simone Mariani, Paolo Busanca, Pietro Alosi;
- Conselho de Árbitros: Cristiano Ciardelli, Emanuele Ciabocco, Filippo Costantino.[3]